# 충청남도의 행정 구역
충청남도의 행정 구역은 8시 7군, 25읍, 145면, 43동으로 구성되어 있다. 충청남도의 면적은 8,629km2로 전국 총면적의 8.6%를 차지하며, 전국 6위에 해당한다. 인구는 2012년 7월 1일을 기준으로 827,846 세대, 2,075,514명이다.

## 행정 구역
| 이름     | 한자     | 세대    | 인구      | 면적  | 행정 지도 |
| -------- | -------- | ------- | --------- | ----- | --------- |
| 천안시   | 天安市   | 212488  | 557,673   | 636   |           |
| 공주시   | 公州市   | 49743   | 124,930   | 941   |           |
| 보령시   | 保寧市   | 44231   | 107,346   | 569   |           |
| 아산시   | 牙山市   | 105958  | 265,191   | 542   |           |
| 서산시   | 瑞山市   | 62603   | 160,468   | 741   |           |
| 논산시   | 論山市   | 52,444  | 127,507   | 555   |           |
| 계룡시   | 鷄龍市   | 14,216  | 43,088    | 61    |           |
| 당진시   | 唐津市   | 63,160  | 147,308   | 694   |           |
| 금산군   | 錦山郡   | 24,012  | 56,555    | 576   |           |
| 부여군   | 扶餘郡   | 31,590  | 75,029    | 625   |           |
| 서천군   | 舒川郡   | 26,149  | 60,085    | 358   |           |
| 청양군   | 靑陽郡   | 13,981  | 32,541    | 479   |           |
| 홍성군   | 洪城郡   | 35,634  | 88,078    | 444   |           |
| 예산군   | 禮山郡   | 35,864  | 87,002    | 542   |           |
| 태안군   | 泰安郡   | 27,462  | 63,247    | 505   |           |
| 충청남도 | 忠淸南道 | 827,846 | 2,075,514 | 8,629 |           |

## 상세

### 천안시
- 동남구
- 서북구

## 사라진 행정 구역
- 진위군 : 1896년에 경기도로 이관.
- 평택군 : 1914년 4월 1일에 경기도 진위군에 병합
- 대전시 : 1989년 1월 1일에 대전직할시로 승격 분리(현 대전광역시)
- 대덕군 : 1989년 1월 1일에 진잠면 남선리를 제외한 지역이 대전직할시로 승격 분리 및 진잠면 남선리를 논산군 두마면으로 이관(현 대전광역시, 계룡시 신도안면)
- 공주군 : 1995년 1월 1일에 공주시에 병합
- 대천시 : 1995년 1월 1일에 보령군과 합병하여 보령시가 됨
- 보령군 : 1995년 1월 1일에 대천시와 합병하여 보령시가 됨
- 서산군 : 1995년 1월 1일에 서산시에 병합
- 아산군 : 1995년 1월 1일에 온양시와 합병하여 아산시가 됨
- 온양시 : 1995년 1월 1일에 아산군과 합병하여 아산시가 됨
- 천안군(천원군) : 1995년 5월 10일에 천안시에 병합
- 논산군 : 1996년 3월 1일에 논산시로 승격
- 당진군 : 2012년 1월 1일에 당진시로 승격
- 연기군 : 2012년 7월 1일에 세종특별자치시로 승격 분리